# Burkhard von Erlach (Hofmarschall)
Burkhard von Erlach (* 28. Oktober 1566 in Bernburg (Saale); † 24. Dezember 1640 ebenda) war ein Jurist und Hofmarschall am fürstlichen Hof zu Anhalt-Bernburg.

## Leben
Er entstammte dem Berner Uradelsgeschlecht von Erlach und war der Sohn von Burkhart von Erlach und dessen Ehefrau Adelheid Sigelmann aus Delémont. Durch die Heirat mit Erlachs Tochter Anna Lucretia von Erlach wurde Thomas von dem Knesebeck dessen Schwiegersohn. 
Nach dem frühen Tod der Eltern verbrachte Erlach seine Kindheit bei seinem entfernten Verwandten Charles de Praroman, der als Abt dem Kloster Coland im Burgund vorstand. Mit 14 Jahren wurde Erlach 1580 an den Hof nach Dessau geholt, um hier zusammen mit dem nachmaligen Fürsten Christian I. von Anhalt-Bernburg eine angemessene Schulbildung zu erhalten. Seinen Mitschüler und Freund Fürst Christian I. begleitete Erlach auch auf dessen Cavalierstour durch Italien, Frankreich, Großbritannien und auf dem Rückweg durch die Niederlande. Er folgte seinem Freund auch auf dem Kriegszug gegen Heinrich von Navarra und trat mit ihm zusammen in kurpfälzische Dienste. Erlachs Karriere spannte sich von der Stellung als Kammerherr über den Posten eines Gesandten bis hin zum Landrichter in der Oberpfalz. Später wurde er dort auch Pfleger. Fürst Christian I. blieb er aber immer unmittelbar als Stall- und Hofmeister verbunden. Während der Schlacht am Weißen Berg rettete Erlach seinem Fürsten nicht nur das Leben, sondern später auch noch dessen Fourage-Wagen.
Von Fürst Ludwig I. von Anhalt-Köthen wurde Erlach 1622 in die Fruchtbringende Gesellschaft aufgenommen. Der Fürst verlieh ihm den Gesellschaftsnamen der Gesunde und das Motto scheuet kein Gift. Als Emblem wurde ihm die Raute <Ruta graveolens L.> zugedacht. Im Köthener Gesellschaftsbuch findet sich Erlachs Eintrag unter der Nr. 52. Er verfasste zum Dank an seine Aufnahme ein Reimgesetz, welches aber eher an ein Gebet erinnert:
Lieb gott von ganzen hertzen dein

von ganzer sell vnd krefften Rein

dem nehsten so deiner hülff begertt

mit raht vnd tatt dien vnbeschwertt.
In Bernburg avancierte Erlach unter Fürst Christian I. zum Hofmarschall. Als der Fürst am 17. April 1630 starb, blieb Erlach dem Hof treu und diente auch dem Nachfolger Fürst Christian II. von Anhalt-Bernburg.